# カゼルターナFC
カゼルターナ・フットボールクラブ（イタリア語: Casertana Football Club）は、イタリアのカゼルタをホームタウンとするサッカークラブ。2018-19シーズンはセリエCに所属。

## 歴史
1908年、ロブル・カゼルタ（イタリア語: Robur Caserta）として創設された。1912年にUSヴォルトゥルノ、1921年にASアウソニア、1924年にUSカゼルターナに改称した。その後、何度もクラブ名は変更されたが、1937年に再びUSカゼルターナに改称した。1993年から2005年までFCカゼルターナとして活動し、何度かのクラブ名の変更を経て、2011年にカゼルターナFCに改称した。
2010-11シーズンはセリエD・ジローネI（5部）の3位になり、プレーオフに進出したが、1回戦でSambiaseに敗れた。2011-12シーズンはジローネHの4位になったが、プレーオフ1回戦でイスキア・イソラヴェルデに0-4で敗れた。
2012-13シーズンはジローネGに所属し、プレーオフ1回戦はオスティア・マーレ (6-4) 、2回戦はルーパ・フラスカーティ（延長戦）、3回戦はコゼンツァ（PK戦）、4回戦はマテーラ（同）、準決勝はトッレ・ネアポリス (2-0) に勝利した。決勝はヴィルトゥス・ヴェローナに1-3で敗れたが、レガ・プロ・セコンダ・ディヴィジオーネ（4部）に昇格した。
2013-14シーズンはレガ・プロ・セコンダのジローネBでメッシーナに次ぐ2位に入り、レガ・プロ（3部）に昇格した。最終節のトゥットクオイーオに敗れたことでメッシーナに並ばれ、両チーム間の対戦成績により優勝を逃した。

## 歴代所属選手
- ボリスラヴ・ツヴェトコヴィッチ 1993-1994
- ファブリッツィオ・ラバネッリ 1989-1990
- ルカ・ブッチ 1990-1992
- ジャンルカ・グラーヴァ 1993-1997
- ペドロ・パスクリ 1995-1996

## 歴代監督
- ネド・ソネッティ 1975-1976